# Лесюк Михайло Васильович
Михайло Васильович Лесюк  (псевдо: «Жук»; 10 жовтня 1920, с. Вовковатиця, Бродівський район, Львівська область — 25 лютого 1950, там само) — український військовик, лицар Бронзового хреста бойової заслуги УПА.

## Життєпис
Народився у сім'ї селян Василя та Марії Лесюк. Освіта — 5 класів неповної середньої школи. За фахом — кравець.
Активний член товариств «Просвіта» та «Луг». Восени 1939 р., остерігаючись арешту зі сторони органів НКВС, нелегально перейшов радянсько-німецький кордон та перебував на еміграції, звідки повернувся у рідне село восени 1941 р. У 1942 р. одружився з уродженкою с. Заболотці Анною Трач, з якою виховував двох дітей.
Учасник збройного підпілля ОУН із червня 1944 р. Стрілець боївки Заболотцівського куща ОУН і одночасно зв'язковий до районного проводу ОУН (06.1944 — весна 1949), бойовик та зв'язковий керівника Заболотцівського районного проводу ОУН Олексія Сітки–"Підкови" (весна 1949 — 08.1949), кущовий провідник ОУН (08.1949-02.1950).
Загинув у бою з опергрупою Заболотцівського РВ МДБ. Старший вістун УПА (31.08.1948).

## Нагороди
- Згідно з Наказом військового штабу воєнної округи 2 «Буг» ч. 1/48 від 10.09.1948 р. кущовий провідник ОУН Михайло Лесюк — «Жук» нагороджений Бронзовим хрестом бойової заслуги УПА.

## Вшанування пам'яті
- 15.02.2018 р. від імені Координаційної ради з вшанування пам'яті нагороджених Лицарів ОУН і УПА у м. Броди Львівської обл. Бронзовий хрест бойової заслуги УПА (№ 049) переданий Володимиру-Василю Лесюку, синові Михайла Лесюка — «Жука».